# Marcelo Pacheco
Marcelo Alexander Pacheco Reyes (* 18. März 1958 in Santiago) ist ein ehemaliger chilenischer Fußballspieler und -trainer. Der Innenverteidiger gewann 1979 die chilenische Meisterschaft und absolvierte zehn Länderspiele für die Nationalmannschaft.

## Karriere

### Verein
Marcelo Pacheco begann seine Profikarriere beim CDP Curicó Unido und wechselte im Folgejahr zu Rekordmeister CSD Colo-Colo, mit dem er chilenischer Meister 1979 wurde. Am längsten spielte der Abwehrspieler für Naval. Mit Ausnahme der Saison 1985, wo er für den CF Universidad de Chile spielte, lief Pacheco von 1980 bis 1986 für den Klub aus Talcahuano auf. Zuletzt wurde der Defensivakteur allerdings nur noch selten eingesetzt. 1988 beendete er seine Karriere bei Everton.
Nach seinem Karriereende als Spieler war Pacheco als Trainer in Indonesien bei Persma Manado und PSPS Pekanbaru sowie in Ecuador beim Club Deportivo Grecia tätig.

### Nationalmannschaft
Marcelo Pacheco debütierte im April 1983 für die Nationalmannschaft unter Trainer Luis Ibarra beim Freundschaftsspiel gegen Brasilien. Nach weiteren Freundschaftsspielen wurde der Defensivakteur für die Copa América 1983 im September nominiert. Dort absolvierte er zwei Gruppenspiele, jedoch schied die La Roja als Gruppenzweiter hinter Uruguay aus. Das Gruppenspiel gegen Venezuela war das zehnte und letzte Länderspiel Pachecos.

## Erfolge
Colo-Colo
- Chilenischer Meister: 1979